# 基希施泰滕
基希施泰滕是奥地利下奥地利州圣帕尔滕兰县的一个市镇。总面积17.76平方公里，总人口1914人，人口密度107.8人/平方公里（2005年）。